# Carl Sandburg
Carl Sandburg (Galesburg, Illinois, 1878. január 6. – Flat Rock, Észak-Karolina, 1967. július 22.) egyesült államokbeli író, költő. Három Pulitzer-díjat kapott, kettőt költészetéért, egyet pedig Abraham Lincoln életrajzáért. Ezenfelül két Grammy-díjat tudhat magáénak.

## Életrajz
Sandburg Galesburgben született, Illinois államban. Szülei svéd származásúak. 13 éves korában elhagyta az iskolát, és egy tejeskocsit kezdett vezetni. Volt kőműves, illetve mezőgazdasági munkás is a kansasi búzamezőkön. A galesburgi Lombard Főiskolán eltöltött idő után hotelszolga lett Denverben, majd szénrakodó munkás Omahában. Írói karrierjét újságíróként kezdte a Chicago Daily Newsnál. Később költeményeket, történeteket, életrajzokat, novellákat, gyermekirodalmat és filmelőzeteseket írt. Gyűjtötte és szerkesztette a balladáról és a folklórról írt könyveket. Sok időt töltött északnyugaton, mielőtt Észak-Karolinában telepedett volna le.
Önkéntesként bevonult a seregbe, és Puerto Ricóban állomásozott a 6. Illinois Gyalogezreddel a spanyol-amerikai háború idején, majd kivonult Guánicánál 1898. július 25-én. Sandburgot ténylegesen soha nem hívták harcba. Mindössze két hétig tanult a West Point Akadémián, mielőtt elbukott volna egy matematika-nyelvtan vizsgán. Visszatért Galesburgba a Lombard Főiskolára, ám azt diploma nélkül hagyta abba 1903-ban.
Milwaukeeba költözött és csatlakozott a Szociáldemokrata Párthoz, mely az államban Amerikai Szocialista Pártként volt ismert. Szolgált Emil Seidel, Milwaukee polgármesterének titkáraként.
Lilian Steichennel, későbbi feleségével a párt irodájában 1907-ben találkozott. Lilian testvére Edward Steichen fotós. Három gyerekük született.
Sandburg Harbertbe költözött, Chicago külvárosában lakott. Evanston után majd 1918-1930 között a 331 S. York Street címen élt Elmhurstban. Itt három gyerekkönyvet írt: 1922-ben a Rootabaga-történeteket, 1923-ban a Rootabaga-galambokat, majd 1930-ban a Krumpliarcot. 1926-ban megírta Abraham Lincoln kétkötetes életrajzát, Az amerikai dalzsákot, valamint a Jó reggelt, Amerika című versgyűjteményt (1928). A család 1930-ban Michiganbe költözött. Sandburg elmhursti házát elbontották, helyén ma egy parkoló található.
1945-ben az észak-karolinai Flat Rock közelében elhelyezkedő birtokára, Connemarába költözött, és 1967-ben bekövetkezett haláláig ott élt.
Sandburg támogatta az amerikai polgárjogi mozgalmat, és pénzügyileg hozzájárult az NAACP fenntartásához.

## Munkái

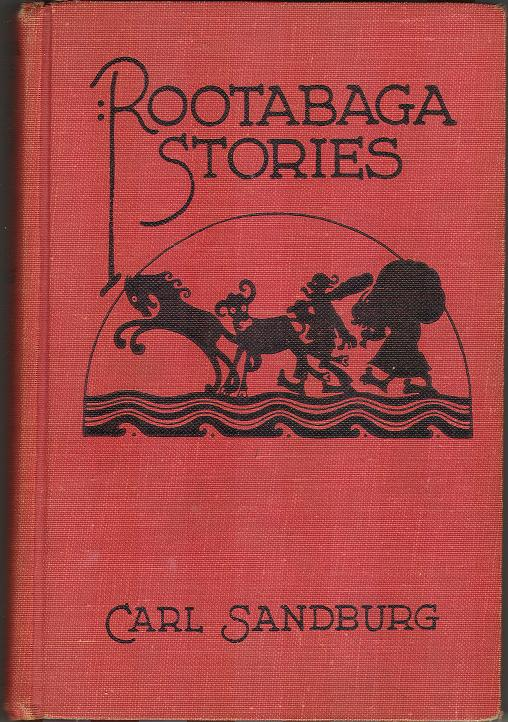
Rootabaga Stories

Költeményei többsége, mint például maga a "Chicago", az amerikai Középnyugat ipari nagyvárosáról, Chicagóról szól, ahol a Chicago Daily News és a Daily Book riportere volt. 
Leghíresebb leírása a városról: „Világ Sertés-Nagyvágója, / Szerszámkészítő, Búzatároló. / Ki vasutakkal játszol, Nemzet Fuvarosa, / Te viharzó, nyers, te kötekedő. / A Széles Vállak Városa, te.” (Szabó Lőrinc ford.) Sandburgra generációk gyerekei emlékeznek vissza a Rootabaga Stories és a Rootabaga Pigeons című néha szeszélyes, néha szomorú művei miatt, melyeket eredetileg lányainak írt.
Sandburgot összes verseit tartalmazó gyűjteményes kötetéért, valamint a Kukoricahántolók című gyűjteményéért, továbbá Abraham Lincoln életrajzáért, három alkalommal is Pulitzer-díjjal jutalmazták. Az életrajz, valamint Lincoln beszédeinek részleteit egy New York-i hangstúdióban 1957-ben vette fel. 1959-ben Grammy-díjat kapott Aaron Copland Lincoln Portrait című művének a New York-i Filharmonikusok közreműködésével történő előadásáért.

### Művei magyarul
Abraham Lincolnról szóló életrajza 1965-ben jelent meg a Gondolatnál, válogatott verseit 1958-ban Keszthelyi Zoltán fordításában a Magvető adta ki.
- Selected poems / Válogatott versek; ford. Keszthelyi Zoltán, utószó Lutter Tibor; Magvető, Bp., 1958
- Abraham Lincoln; ford. Terényi István; Gondolat, Bp., 1965

## Emlékek

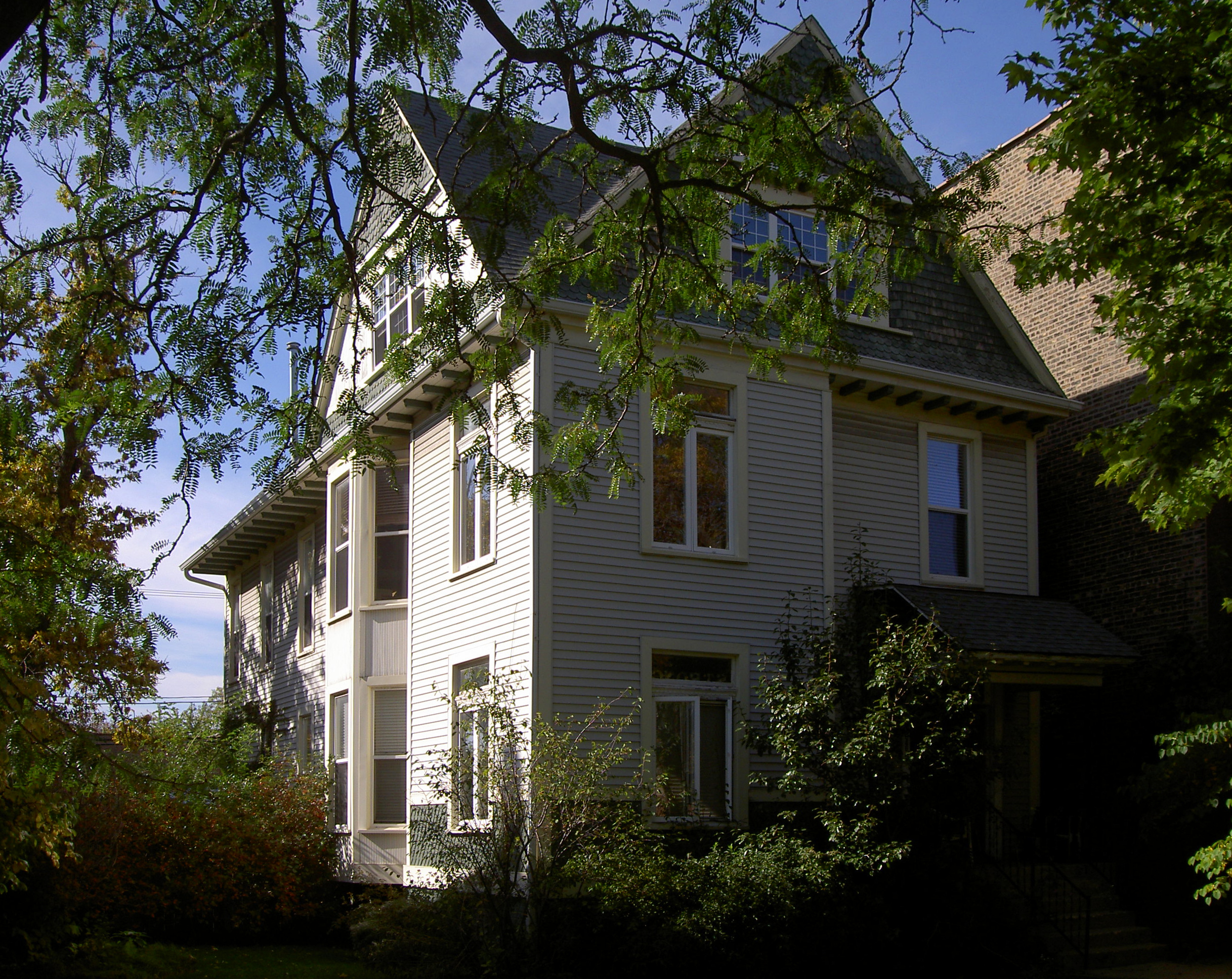
Sandburg itt írta a Chicago című költeményét.

Sandburg otthona 22 éven át Észak-Karolinában volt.
A Carl Sandburg Főiskola Sandburg szülővárosában, Galesburgban található.
Galesburg városa 1974-ben megnyitotta a Sandburg Üzletházat, így tisztelegve előtte.
Az Amtrak amerikai vasúttársaság róla nevezte el a Carl Sandburg nevű vasúti járatát.